# Filofobia
La filofobia (dal greco "φιλος" (amore), e "φοβία" (fobia)) è definita come la paura persistente e intensa di innamorarsi o di amare una persona, nonché di mantenere una relazione affettiva importante. Gli individui che soffrono di filofobia tendono a percepire le sensazioni legate all’amore e all’innamoramento come incontrollabili e pericolose, motivo per cui possono vivere le relazioni interpersonali come una minaccia per il loro modo abituale di agire e di pensare, anche se dall’altra parte possono cercare normalmente affetto, vicinanza e stabilità.

## Descrizione
Il soggetto filofobico può sperimentare uno stato di allerta per la paura di essere ferito dal soggetto verso il quale prova amore, ma allo stesso tempo prova un senso di attrazione fisica e morale nei confronti dell'altra persona. La conseguenza di non riuscire a instaurare relazioni intime può essere un umore depresso.
In generale, a risentire delle problematiche legate alla filofobia non è solamente il soggetto interessato, ma, eventualmente, anche il rapporto di coppia. La chiusura della persona filofobica può intralciare o rendere impossibile una relazione affettiva o amorosa sana su diversi livelli; pur provando attrazione e interesse, il soggetto si rivela incapace di sviluppare un legame affettivo, evitando il coinvolgimento e lottando emotivamente tra il desiderio e la paura.
Nelle fasi di maggiore acutezza, quando l’ansia è maggiore, possono essere presenti sintomi quali dispnea, iperidrosi, nausea, tachicardia e tremore. Tali problematiche si presenterebbero dunque come una manifestazione clinica del disturbo sia in una situazione specifica che risveglia la fobia, ma anche al pensiero di imbattersi in essa, come ad esempio immaginando di legarsi emotivamente ad una persona.

## Origine
La filofobia come disturbo psicologico legato alla sfera affettiva e amorosa può avere origini molto diverse e può presentarsi in soggetti che vivono condizioni di vita di varia natura. È dunque fondamentale tenere in considerazione l’origine spesso multifattoriale di disturbi psicologici come questo.
Le origini, dunque, possono essere associate sia ad aspetti legati al temperamento della singola persona - nel caso, ad esempio, di un soggetto con temperamento inibito, questo tenderà a manifestare l’ansia a livello somatico e un’elevata sensibilità interpersonale - ma anche da fattori più ampi, come ad esempio l’aver esperito una pesante sofferenza d’amore e voler a tutti i costi mantenere il controllo di ciò che gli accade e limitare il proprio coinvolgimento per paura di essere feriti, traditi o lasciati soli. 
Una delle possibili cause può celarsi nella presenza di uno stile di attaccamento insicuro da parte del soggetto filofobico, che può portare a interiorizzare modelli disfunzionali di sé e dell’altra persona nelle relazioni intime.
Esperienze dolorose che fanno parte del passato, vissute sia in relazioni sentimentali che familiari (ad esempio, durante l’infanzia) possono far sì che la persona, vittima di situazioni di abbandono, carenze affettive, traumi o frustrazione, possa sviluppare questo disturbo come reazione alle esperienze negative sperimentate.
La teoria psicodinamica, infatti, individua le possibili cause della filofobia nelle interazioni primarie madre-figlio frustranti o traumatiche (tesi avvalorata dagli studi sull'ospitalismo di René Spitz e quelli sull'attaccamento di John Bowlby). La paura che interazioni affettive negative e dolorose possano ripresentarsi si sviluppa quindi nella persona filofobica come un disturbo. Questo le provoca forte ansia, non sempre in maniera consapevole, ogni qualvolta un'altra persona provi a mettersi in relazione con lei, attivando in maniera automatica una sorta di meccanismo di "autodifesa" che associa all'amore la sofferenza.

## Filofobia e anoressia sentimentale
Una condizione sovrapponibile alla filofobia potrebbe trovarsi nella cosiddetta "anoressia sentimentale", termine non ufficiale coniato dallo psicoloterapeuta Nicola Ghezzani per descrivere un disturbo dell’identità affettiva. 
L’anoressia sentimentale vuole indicare l’incapacità da parte dell’individuo che ne è affetto di lasciarsi coinvolgere nelle relazioni di amicizia e amore, nonché la resistenza ad ammettere e vivere sentimenti legati all’affettività e al desiderio sessuale. Questa condizione, in particolare, sarebbe legata al fatto che chi soffre di questo disturbo non conosce, e dunque teme, ogni forma di intimità psicologica e affettiva.

## Filofobia e sessualità
La filofobia può portare a problematiche anche in relazione alla sfera sessuale della persona coinvolta e, di conseguenza, alla sessualità di coppia. In particolare, la persona filofobica può mettere in atto alcune strategie di evitamento, che la spingono a fuggire dal contatto fisico con le persone con cui vive un coinvolgimento amoroso o romantico, dunque anche con il partner.
Questo distacco può portare la persona filofobica non solo a evitare situazioni intime, ma anche a provare difficoltà nell'esprimere i propri desideri sessuali. Tale complicazione sembrerebbe spiegabile come un meccanismo di difesa che viene messo in atto dalla persona filofobica per non mettersi in una posizione di vulnerabilità emotiva di fronte al partner, preferendo dunque un atteggiamento di “auto-sabotaggio” e di distacco.